# 加尤镇
加尤镇，是中华人民共和国广西壮族自治区百色市凌云县下辖的一个乡镇级行政单位。

## 行政区划
加尤镇下辖以下地区：
加尤村、案相村、央里村、伟八村、杂福村、陇槐村、磨贤村、上伞村、东哈村、下伞村、百陇村和上岩村。